# Oma Desala
Oma Desala è un personaggio fantastico della serie televisiva Stargate SG-1. Ella è un asceso, un essere incorporeo membro degli Antichi, i costruttori originali degli stargate. La squadra SG-1 la incontra per la prima volta nella puntata Istinto materno. Oma persegue l'obiettivo di aiutare altri esseri ad ascendere al piano superiore di esistenza, dove attualmente vivono gli Antichi.

## Biografia
Durante il primo incontro con la squadra SG-1, Oma Desala viveva sul pianeta Kheb, nel cui tempio veniva adorata come la forza generatrice, che Daniel Jackson identifica in Madre Natura. Si occupò anche della protezione dell'Harcesis Shifu, figlio di Apophis e Amonet, il simbionte di Sha're, dalla quale le fu affidato. Quando tuttavia Daniel Jackson le chiede di potersi occupare del bambino, Oma Desala gli dimostra che non ne sarebbe capace, e attraversa lo stargate insieme al piccolo Harcesis, non prima di avere ucciso molti Jaffa che stavano compromettendo la missione dell'SG-1.
Oma Desala compare in molte puntate di Stargate SG-1, alcune volte solamente citata, mentre in molte altre assume un ruolo più significativo. Essa infatti, tramite le sue potenzialità di Ascesa, spesso viola le regole dei suoi simili e aiuta gli "inferiori" ad "ascendere" ad un piano superiore di esistenza.
Tra i personaggi della serie che Oma Desala aiuta nell'ascensione vi sono:
- Shifu, durante la puntata Potere assoluto.
- Daniel Jackson, prima morente dopo essere stato esposto a forti radiazioni durante la puntata Meridiano.
- L'intera popolazione del pianeta Abydos durante l'attacco sferrato da Anubis.
- Nuovamente Daniel Jackson, dopo la sua morte nell'esplosione di una nave dei replicanti.
- Oma Desala aiuta erroneamente anche Anubis, ma poi questi fu rimandato indietro per volere degli Antichi; la stessa Desala era stata punita ad assistere impotente all'azione di Anubis, che aveva contribuito a rendere così potente.